# Idiorophus
Genre
Idiorophus est un genre éteint de mammifères marins de la famille des Physeteridae, et donc proche du cachalot. Il a vécu au Miocène inférieur (étage du Burdigalien, c'est-à-dire il y a environ entre 20 et 16 Ma (millions d'années).

## Liste d'espèces
- Idiorophus bolzanensis (Dal Piaz, 1916), de protonyme Scaldicetus bolzanensis
- Idiorophus patagonicus (Lydekker, 1894), l'espèce type (du genre), de protonyme Physodon patagonicus